# Крестищенский сельский совет (Харьковская область)
Крестищенский сельский совет — входит в состав Красноградского района Харьковской области Украины.
Административный центр сельского совета находится в селе Крестище.

## История
- 1920 — дата образования.

## Населённые пункты совета
- село Крестище
- село Кобцевка
- село Оленовка
- село Першотравневое
- село Украинка